# 志摩マリンランド
志摩マリンランド（しまマリンランド）は、三重県志摩市の賢島で2021年3月31日まで営業していた水族館。近鉄グループの一員であった。
「マンボウの泳ぐ水族館」を標榜していた。日本で初めてニシキアナゴの生息を確認し、和名の命名に携わった場所である。
海女による餌付け実演や、ペンギンに触れることのできる催しを開催していた。
志摩マリンランドの名称は、施設が閉鎖したものの、その後も近畿日本鉄道の登録商標となっている（登録番号第3103512号。1995年12月26日登録）ため、同社の許可なく、他の施設がこの名称を使用することはできない。

## 施設
水族館本館と古代水族館が存在し、シーラカンスなどの古代魚の化石をはじめ、カブトガニやオウムガイなどの生きている化石も展示しており、化石に触れることもできた。館内での展示・飼育以外にも、ともやま公園で磯観察会を開催するなど、館外活動も行っていた。
- 開館時間：9:00 - 17:00（7・8月のみ17:30まで）[3][4]
- 休館日：なし[3][4]
- 入場料
  - 大人：1,500円、中高生：1,000円、小学生：600円、幼児（4歳以上）：300円（2021年3月30日時点[9]）
  - このほか、「賢島マリンセット券」（賢島エスパーニャクルーズとセット）、志摩スペイン村など周辺のレジャー施設とセットの「あそばんせ」、「まわりゃんせ」などのクーポンも利用可能だった[10]。
- 駐車場：乗用車：約120台（無料）[4]、バス：14台
- 敷地面積：43,221 m2[1]

## 沿革

マンボウモニュメント。日本で獲れた最大のマンボウをモデルとしており、高さ・幅ともに3.3 mである。休館の翌日、2021年4月1日に撤去され、敷地内の別の場所で保管されていたが、2022年1月27日には北牟婁郡紀北町の「道の駅紀伊長島マンボウ」に移設された。

近鉄グループにおける志摩観光の拠点の一つで、1970年3月に開館。親会社である近畿日本鉄道が同年、大阪万博の開催に合わせて大阪難波－賢島間の直通運転を開始するにあたり観光客誘致のために、また近鉄が創業60周年を迎えることから、その記念事業の一つとして志摩線終点の賢島に設置した。周辺海域でマンボウの水揚げが多いことから、1981年（昭和56年）よりマンボウの飼育を開始した。
貴重な生物の飼育にも積極的であった。ホシエイ飼育の世界記録（28年16日=10,243日）を保持しており、2014年11月3日に亡くなった時点で体盤幅205 cm、全長は285 cmあり、確認されたホシエイの最大記録である。2013年（平成25年）には背びれ下の背中に「寿」の旧字体「壽」とも読める模様があるカンパチが入館者に発見され、『探偵!ナイトスクープ』で放送された。このカンパチは2014年（平成26年）6月3日に死亡した。 
2015年、生き餌としてピラルクーのエサにされ、濾過槽に逃げ込み7年間潜伏した金魚が話題になった。
2009年（平成21年）11月、志摩マリンランドで飼育されていたフンボルトペンギンの「志摩ちゃん」が賢島駅の特別駅長に就任した。
また、上皇明仁・上皇后美智子をはじめ皇族が来館したこともあった。上皇は皇太子時代から3度来館した。
2016年（平成28年）3月1日、改装工事を終えてリニューアルオープンした。同工事では、クラゲコーナーに発光ダイオード（LED）照明の円柱形の水槽を新設したほか、駐車場の舗装の張り替えや、日本で捕獲された最大級のマンボウとほぼ同じサイズの繊維強化プラスチック（FRP）製のマンボウモニュメントの設置などが行われた。

### 営業休止
建物・設備の老朽化が著しく、維持管理は困難であると判断したため、2021年（令和3年）3月31日をもって営業を休止。近鉄グループホールディングスでは新型コロナウイルス感染拡大の影響を受け、レジャー部門の不採算事業の縮小・撤退を進めると2020年（令和2年）11月に公表したが、志摩マリンランドの休止はその一環ではなく、あくまでも施設の老朽化のためとしている。従業員35人は志摩スペイン村など近鉄グループの施設へ配置転換し、飼育生物は他の施設へ受け入れを依頼する。
2021年10月末までに全ての生き物が県内外の施設に引き継がれることになった。

### 入館者数の推移
| 2005年 | 172,435人 |
| 2006年 | 171,239人 |
| 2007年 | 197,321人 |
| 2008年 | 206,093人 |
| 2009年 | 195,171人 |
| 2010年 | 175,484人 |
| 2011年 | 186,858人 |
| 2012年 | 184,267人 |
| 2013年 | 167,966人 |
| 2014年 | 151,769人 |
| 2015年 | 159,335人 |
| 2016年 | 163,421人 |
| 2017年 | 145,920人 |
| 2018年 | 154,784人 |
| 2019年 | 163,882人 |
| 2020年 | 104,608人 |

## 主な飼育生物

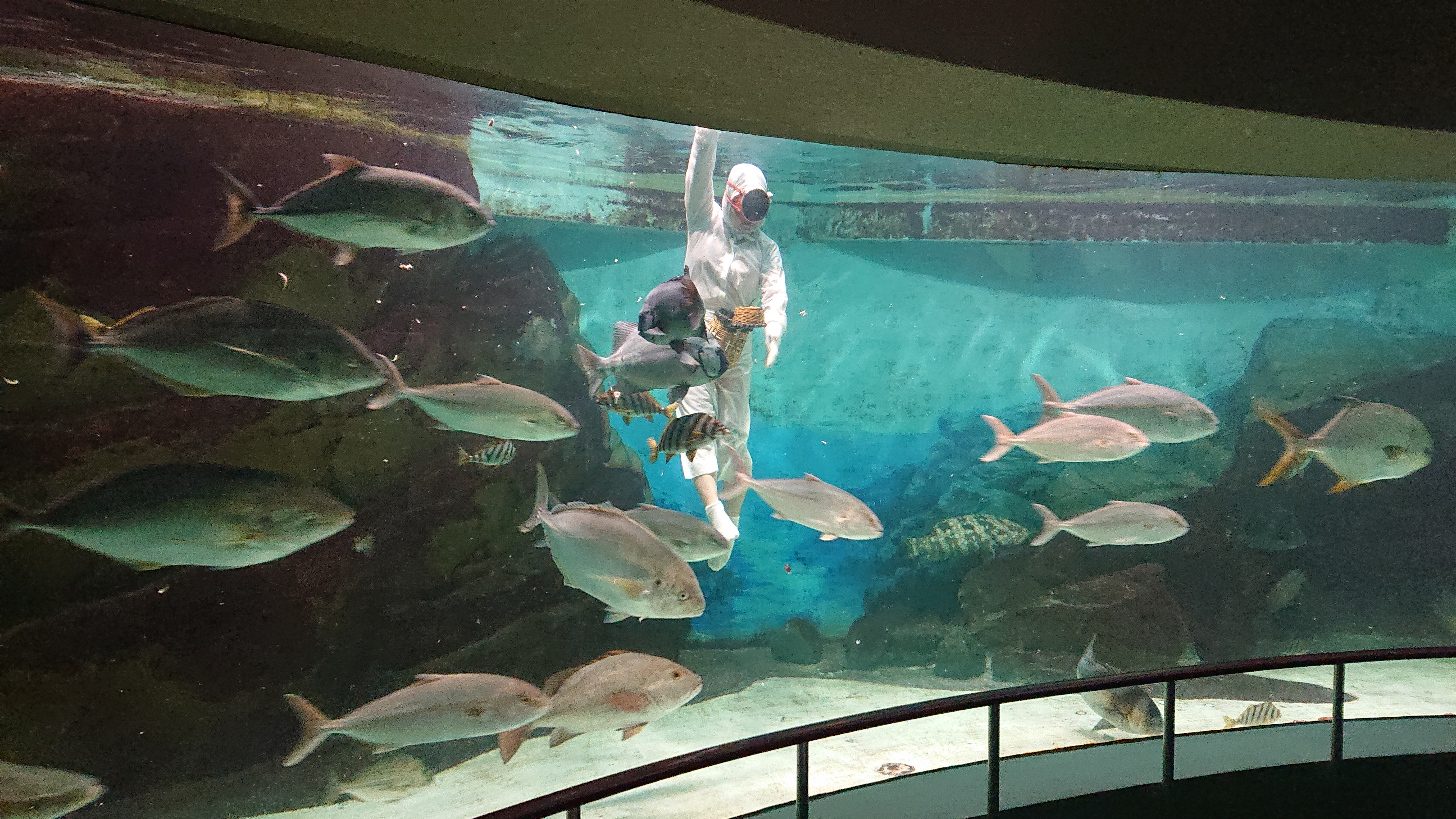
海女の餌付け実演

- マンボウ[3] - 2016年4月時点で、幅10m×奥行き10m×高さ2.5mの水槽で5匹を飼育していた[12]。
- ペンギン[4] - 2013年時点ではキングペンギン、フンボルトペンギン、マゼランペンギン、ケープペンギン、イワトビペンギンの5種を飼育していた[4]。2019年現在はフンボルトペンギンとケープペンギンの2種。ふれあい体験ができた[3]。
- オウムガイ
- カブトガニ
- クリオネ[4]
- シマアジ[4]
- トラザメ[4]
- ネコギギ[4]
- ピラルク[14]
- ブリ[4]

## 賢島神社

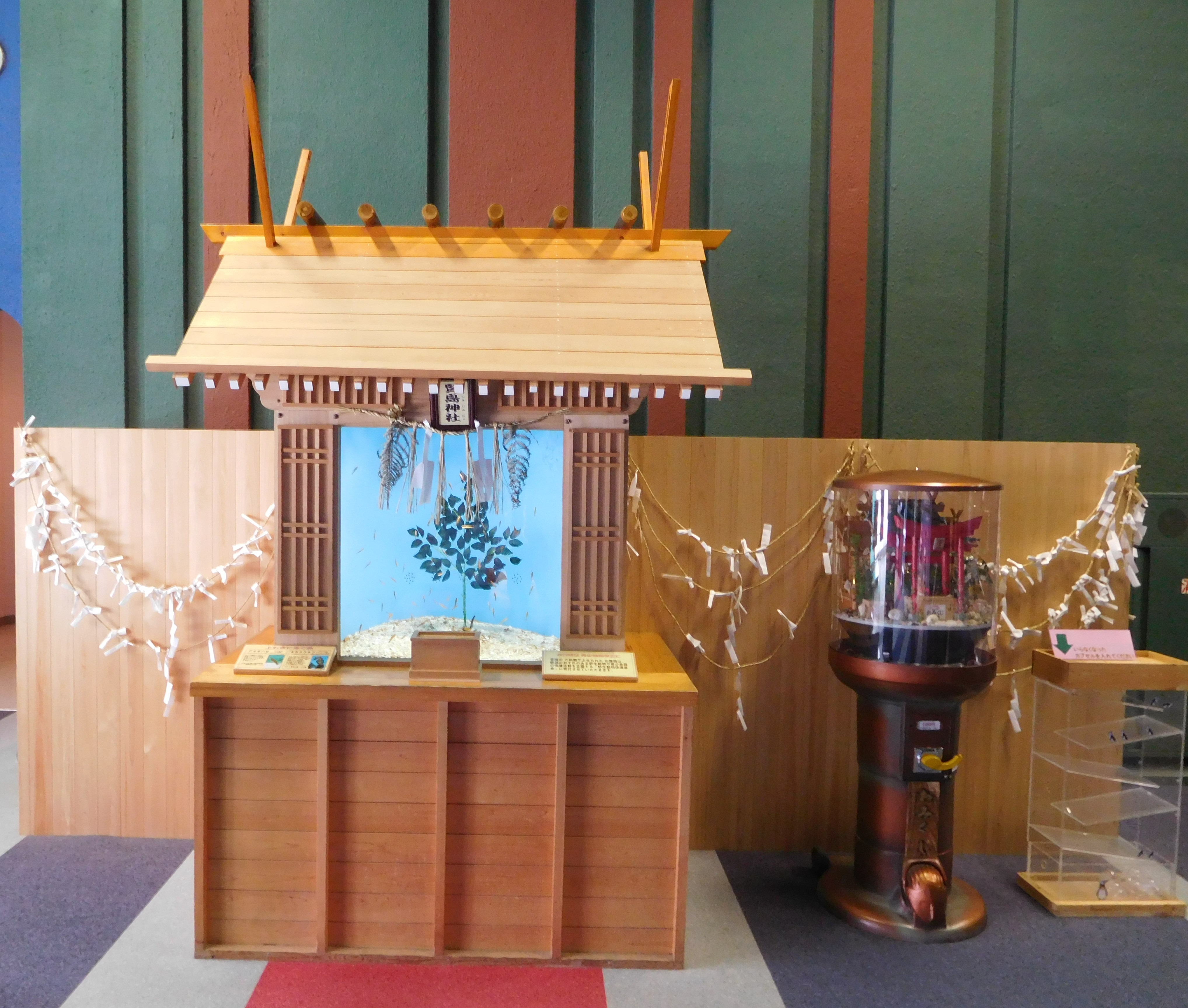
賢島神社

2011年（平成23年）9月に、賢島（かしこじま）の地名にちなみ、賢島神社（かしこいしまじんじゃ）がマリンランド内に設置されていた。職員が手作りした木製社殿の中に450Lの水槽を置き、「学力が上向きになるように」との意味合いを込め、頭を上にして泳ぐアオギハゼ50匹とオオウミウマ（タツノオトシゴ類）10匹を「神体」として祀り、学力向上や合格祈願、運気上昇などに利益があるとしていた。祭神は八意思兼神で水神も合わせて祀っていた。参拝者が投じた賽銭は日本動物園水族館協会の野生動物保護基金に寄託された。
2014年12月22日には、学業成就を祈願する神事が行われ、地元の神明神社の宮司が祝詞を奏上し、職員が玉串を奉納した。

## 交通アクセス
- 鉄道
  - 近鉄志摩線賢島駅下車、北口より北東へ徒歩2[4] - 3分[3]。近鉄特急で大阪・難波から2時間30分、京都から2時間45分、名古屋から2時間。
- 自動車
  - 伊勢自動車道伊勢西IC・伊勢ICから、伊勢道路・国道167号経由で約40分[3]（約26km[4]）。

## 周辺施設
近鉄グループの観光施設が多い。
- 賢島駅
  - 伊勢志摩サミット記念館
- 志摩観光ホテル
- 賢島宝生苑
- 賢島大橋（日本の夕陽百選）